# A Poem a Day
A Poem a Day (hangul: 시를 잊은 그대에게) é uma série de televisão médica sul-coreana de 2018 estrelada por Lee Yu-bi, Lee Joon-hyuk e Jang Dong-yoon. Foi ao ar na tvN de 26 de março a 15 de maio de 2018, todas as segundas e terças-feiras às 21h30 (KST).

## Sinopse
A história da série gira em torno da vida dos funcionários que trabalham em um hospital, como fisioterapeutas, terapeutas de reabilitação, radiologistas, enfermeiros, médicos residentes e muito mais.

## Elenco

### Principal
- Lee Yu-bi como Woo Bo-young, uma fisioterapeuta que atua há três anos no hospital e que queria se tornar uma poetisa.
- Lee Joon-hyuk como Ye Jae-wook, um professor de fisioterapia.
  - Ahn Do-gyu como Ye Jae-wook jovem
- Jang Dong-yoon como Shin Min-ho, um estagiário de fisioterapia.

### De apoio

#### Departamento de Fisioterapia
- Lee Chae-young como Kim Yoon Joo
- Seo Hyun-chul como Yang Myung-cheol
- Shin Jae-ha como Kim Nam-woo[5]
- Kim Jae-beom como Park Shi-won[6]
- Jeon Hye-won como Choi Yoon-hee
- Park Han-sol como Lee Shi-eun

#### Departamento de Radiologia
- Park Sun-ho como Han Joo-yong[7]
- Defconn como Kim Dae-bang[8]

### Participações especiais
- Lee Kan-hee como a mãe de Min-ho
- Kim Il-woo como pai de Min-ho
- Lee Hee-jin como ex-namorada de Je-wook (Ep. 5, 8-9)
- Lee Hae-in como Park Yeon-hee, ex-namorada de Dae-bang (Ep. 5)
- Mo Tae-bum como Mo Tae-bum, um atleta e estrela do esporte (Ep. 6)
- Go Se-won como ex-marido de Yoon-joo (Ep. 7)
- Ha Seok-jin como Ha Seok-jin, um paciente (Ep. 11)
- Park Cho-rong como Kim Mi-rae, uma estudante universitária (Ep. 12)
- Kim Won-hae como Kim Jung-soo, um médico (Ep. 13)

## Produção
No início da escalação dos elenco, o ator Gong Myung recebeu a ofertado papel de Shin Min-ho, mas recusou.

## Audiência
| Temporada | Temporada | Ep. 1 | Ep. 2 | Ep. 3 | Ep. 4 | Ep. 5 | Ep. 6 | Ep. 7 | Ep. 8 | Ep. 9 | Ep. 10 | Ep. 11 | Ep. 12 | Ep. 13 | Ep. 14 | Ep. 15 | Audiência |
| --------- | --------- | ----- | ----- | ----- | ----- | ----- | ----- | ----- | ----- | ----- | ------ | ------ | ------ | ------ | ------ | ------ | --------- |
|           | 1         | 297   | 347   | 335   | 341   | 193   | 230   | 217   | 226   | N/A   | N/A    | N/A    | N/A    | N/A    | N/A    | N/A    | N/A       |

| Ep. | Data de transmissão original | Parcela média de audiência | Parcela média de audiência | Parcela média de audiência | Parcela média de audiência |
| Ep. | Data de transmissão original | Nielsen Korea              | Nielsen Korea              | TNmS                       |                            |
| Ep. | Data de transmissão original | Nacional                   | Seoul                      | Nacional                   |                            |
| --- | ---------------------------- | -------------------------- | -------------------------- | -------------------------- | -------------------------- |
| 1 | 26 de março de 2018          | 1.357%                     | 1.359%                     | 2.0%                       |                            |
| 2 | 27 de março de 2018          | 1.435%                     | 1.402%                     | 1.7%                       |                            |
| 3 | 2 de abril de 2018           | 1.185%                     | N/A                        | 1.1%                       |                            |
| 4 | 3 de abril de 2018           | 1.429%                     | 1.477%                     | 2.1%                       |                            |
| 5 | 9 de abril de 2018           | 0.910%                     | N/A                        | 0.9%                       |                            |
| 6 | 10 de abril de 2018          | 1.061%                     | 1.129%                     | 1.3%                       |                            |
| 7 | 16 de abril de 2018          | 0.941%                     | N/A                        | 1.3%                       |                            |
| 8 | 17 de abril de 2018          | 0.925%                     | N/A                        | 1.4%                       |                            |
| 9 | 23 de abril de 2018          | 0.768%                     | N/A                        | 1.1%                       |                            |
| 10 | 24 de abril de 2018          | 0.987%                     | N/A                        | 1.3%                       |                            |
| 11 | 30 de abril de 2018          | 0.900%                     | N/A                        | 1.3%                       |                            |
| 12 | 1 de maio de 2018            | 0.977%                     | N/A                        | 1.6%                       |                            |
| 13 | 7 de maio de 2018            | 0.769%                     | N/A                        | 1.1%                       |                            |
| 14 | 8 de maio de 2018            | 0.785%                     | N/A                        | 1.4%                       |                            |
| 15 | 14 de maio de 2018           | 0.925%                     | 1.061%                     | 1.2%                       |                            |
| 16 | 15 de maio de 2018           | 0.820%                     | N/A                        | 1.0%                       |                            |
| Média | Média                        | 1.011%                     | —                          | 1.4%                       |                            |
| - Na tabela acima, os números em azul representam a audiência mais alta e os números em vermelho representam a audiência mais baixa. - N/A indica que determinada audiência é desconhecida. - Esta série foi ao ar em um canal a cabo/TV paga que normalmente tem uma audiência relativamente menor em comparação com a TV aberta/emissoras públicas (KBS, SBS, MBC e EBS). |                              |                            |                            |                            |                            |